# Temesújlak
Temesújlak Romániában, 

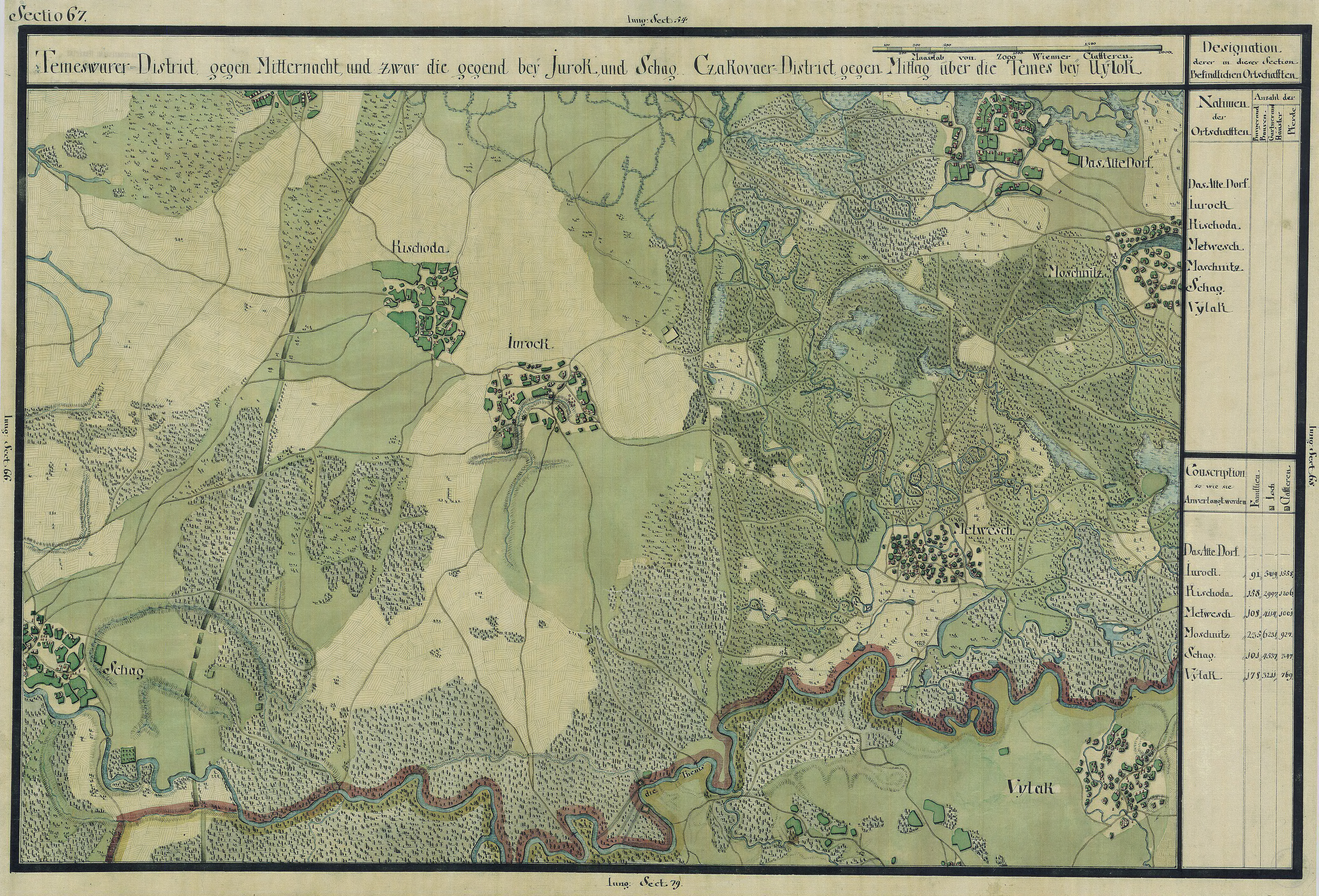
Temesújlak egy régi térképen

Temesvártól délkeletre, a Temes bal partja mellett, a Pogonis összefolyásánál fekvő település.

## Története
Temesújlak nevét 1329-ben említette először oklevél Újudvar néven. 1723-1725 között Villock, 1761-ben Vylak, 1808-ban Újlak, Ujluk, 1888-ban Újlak, 1913-ban Temesújlak néven említették.
1851-ben Fényes Elek írta a településről: „Ujlak, Temes vármegyében, 1448 óhitű lakossal, s anyatemplommal. Határa 3000 hold, ... Bírja a királyi alapítvány”
A mai Temesújlak helyén Ortvay Tivadar adatai szerint, a középkorban Újudvar nevű helység feküdt, melyről a 14. század elejétől kezdve vannak okleveles adatok: 1329-ben Újudvar Vojteki Tivadar fiai Miklós és János birtoka volt, akik azt Gál mester királyi jegyzőnek és egregi várnagynak adták el. E Gál mester fia László mester, omori nemes 1343-ban Újudvar felét a Bár-Kalán nemzetségből való Szeri Pósafi Balázsnak, Klára húga vőlegényének adományozta. 1332-1337 között a pápai tizedjegyzék szerint már plébániája is volt.
1723-1725 között gróf Mercy térképén Villock alakban, az 1761. évi hivatalos térképen pedig Vyrak alakban, óhitűektől lakott helységként szerepelt. 1838-ban 59 egész jobbágytelke volt és a vallás-és tanulmányi alap birtoka volt még a 20. század elején is az volt a legnagyobb birtokosa. 1879-ben nagy árvíz pusztított itt, az egész községet elöntötte és sok kárt okozott.
A trianoni békeszerződés előtt Temes vármegye Buziásfürdői járásához tartozott.
1910-ben 961 lakosából 47 magyar, 27 német, 874 román volt. Ebből 57 római katolikus, 891 görög keleti ortodox volt.

## Nevezetességek
- Görög keleti román temploma